# Geithain
Geithain település Németországban, azon belül Szászország tartományban. Lakosainak száma 6797 fő (2023. december 31.). Geithain Frohburg, Bad Lausick, Königsfeld, Rochlitz, Wechselburg és Penig községekkel határos.

## Népesség
A település népességének változása:
| Lakosok száma | 7007 | 6888 | 6775 | 6797 | 6797 |
|               | 2017 | 2019 | 2021 | 2022 | 2023 |